# Inazuma Eleven GO (manga)
Inazuma Eleven GO (イナズマイレブン GO, Inazuma Irebun GO) és una sèrie de manga japonesa escrita i il·lustrada per Tenya Yabuno. Es basa en la sèrie de videojocs del mateix títol de Level-5.
El manga es va començar a publicar al número de juny de 2008 de la revista CoroCoro Comic de l'editorial Shogakukan.

## Argument

### GO
Ambientat 10 anys després del primer anime Inazuma Eleven, s'implementa un nou sistema de futbol on els resultats dels partits estan predeterminats fins al punt de puntuar.
El protagonista és en un noi anomenat Arion Sherwind, que li encanta el futbol. No obstant això, el futbol està controlat pel Cinquè Sector i l'Arion hi està en contra. En el primer episodi, vol formar part del club de futbol Raimon, però quan hi arriba, un equip misteriós esclafa l'equip, fins i tot el seu segon equip. Tots els membres del segon equip se'n van i l'Arion és posat a prova abans d'unir-se a l'equip. Ara amb els seus nous amics, ell i el Raimon s'enfronten al futbol manipulat pel Cinquè Sector i està decidit a defensar el seu honor futbolístic.

### Chrono Stone
Quan l'Arion torna d'Okinawa després de donar classes de futbol als nens locals, arriba al Raimon i descobreix que el club de futbol no ha existit mai. Alpha, una persona que prové d'El Dorado, una organització del futur decidida a destruir el futbol, prova d'esborrar els records del futbol de l'Arion. Amb l'ajuda d'en Fei Rune i en Clark von Wunderbar, tots dos vinguts del futur, l'Arion i els seus amics han de derrotar a El Dorado per tornar el futbol al món.

### Galaxy
S'està celebrant Football Frontier International Vision 2 (FFI V2) i els millors equips de futbol escolars s'han reunit amb l'esperança d'aconseguir entrar al Nou Inazuma Nacional, la nova selecció nacional de futbol del Japó. Però les coses es descontrolen quan en comptes de jugadors hàbils, se seleccionen 8 jugadors de futbol novells, juntament amb l'Arion, en Victor Blade i en Riccardo Di Rigo. L'equip és considerat un fracàs tant pel públic com pel mateix Ricardo.

## Contingut de l'obra

### Anime
Una sèrie de televisió d'anime basada en el joc es va estrenar a la cadena TV Tokyo el 4 de maig de 2011. La sèrie va ser produïda per Level-5 juntament amb TV Tokyo, Dentsu i OLM.

### Pel·lícules
La primera pel·lícula d'animació, Inazuma Eleven GO: Kyūkyoku no Kizuna Gurifon (イナズマイレブンGO 究極の絆 グリフォン) és la primera pel·lícula d'Inazuma Eleven GO i la segona de l'univers Inazuma Eleven. La pel·lícula es va estrenar als cinemes japonesos el 23 de desembre de 2011. En la seva setmana d'estrena va ser la tercera pel·lícula més vista als cinemes d'aquest país, mantenint-se durant 5 setmanes entre les 10 pel·lícules més vistes.
Inazuma Eleven GO VS Danball Senki W (イナズマイレブンGO VS ダンボール戦機W) és la segona pel·lícula d'Inazuma Eleven GO i la tercera de l'univers Inazuma Eleven. El film consisteix en un crossover d'Inazuma Eleven GO amb la franquícia Little Battlers Experience. Es va revelar al número de juliol de la revista Monthly Corocoro Comic de Shogakukan.
OLM va anunciar que hi havia una tercera pel·lícula d'animació basada en Inuzama Eleven Go Galaxy en desenvolupament, però es va cancel·lar.